# Çesk Zadeja
Çesk Zadeja (Shkodra, 1927. június 8. – Róma, 1997. augusztus 15.) albán zeneszerző. Az első jelentős albán komponistanemzedék vezéralakja, az albán komolyzene egyik megteremtője.

## Életpályája
Előbb a római Santa Cecilia Akadémián, majd 1951–1956 között a Moszkvai Konzervatóriumban tanult zeneszerzést. Hazatérve Tiranában telepedett le, és a komponálásnak szentelte az életét. Az 1962-ben megnyílt Állami Konzervatórium, majd az Opera- és Balettszínház megalapításának egyik fő szorgalmazója volt, s harminc éven keresztül a Művészeti Akadémián zeneszerzést oktatott.

## Művészete
Nagyzenekari darabjai, szimfóniái, kórusművei és balettjei mellett kisebb kamaradarabokat és számos zongoraversenyt, zongoradarabot, szvitet is szerzett. Műveit áthatja az albán népzene motívumvilága, s hagyományos albán hangszerek is megszólalnak bennük (például a çifteli). Zenei világára hatottak olyan klasszikus orosz komponisták is, mint Sosztakovics vagy Prokofjev. Munkásságáért a Nép Művésze (Artist i Popullit) elismerésben részesült.